# Lucien Brouha
 Lucien Antoine Brouha (Luik, 26 oktober 1899 - aldaar, 6 oktober 1968) was een Belgische roeier en hoogleraar.

## Loopbaan

### Sport
Brouha behaalde in 1921 samen met clubgenoot Jules George in de dubbeltwee een zilveren medaille op de Europese kampioenschappen roeien. Een jaar later behaalden ze brons. In 1922 en 1923 werden ze Belgisch kampioen op dit nummer.
In 1924 besloten ze samen met Marcel Roman en Victor Denis van de concurrerende Luikse club Royal Sport Nautique de Meuse een boot te vormen op het onderdeel vier met stuurman op de Belgische selectiewedstrijden voor de Olympische Spelen van 1924. Ze konden de selectie afdwingen, maar ze werden samen met stuurman Georges Anthony uitgeschakeld in de herkansing van de eerste ronde. Met dezelfde samenstelling namen ze dat jaar ook deel aan de Europese kampioenschappen in Zürich, waar ze een bronzen medaille haalden.
Na zijn actieve sportcarrière werd hij in 1935 voorzitter van de roeiclub Union Nautique de Liège. Hij gaf het voorzitterschap nadien door aan Jules George.

### Academisch
Brouha studeerde geneeskunde aan de Universiteit van Luik. Hij specialiseerde zich in de fysiologie en behaalde daarin een extra doctoraat. In 1934 werd hij de eerste voorzitter van de  ‘Societé Médicale Belge d’Education Physique et de Sports’ (SMBEPS). Hij bleef dit in 1936. In 1940 emigreerde hij naar de Verenigde Staten, waar hij begon aan het Harvard Fatigue Labaratory.
Tijdens de Tweede Wereldoorlog ontwikkelde hij samen met zijn medewerkers de  Harvard Step Test.

## Palmares

### dubbel twee
- 1921:  BK
- 1921:  EK in Amsterdam
- 1922:  BK
- 1922:  EK in Barcelona
- 1923:  BK
- 1924:  BK

### vier met stuurman
- 1924: 4e in herkansing OS in Parijs
- 1924:  EK in Zürich